# Örkelljunga
Örkelljunga – miejscowość (tätort) w południowej Szwecji, w regionie administracyjnym (län) Skania. Siedziba władz (centralort) gminy Örkelljunga.
W 2015 roku Örkelljunga liczyła 5193 mieszkańców.

## Położenie
Położona w północno-zachodniej części prowincji historycznej (landskap) Skania, u południowo-wschodniego krańca pasma Hallandsås. Na południe od Örkelljunga przebiega droga E4, która do 2004 roku, kiedy oddano do użytku obwodnicę, prowadziła przez centrum miejscowości.

## Demografia
Liczba ludności tätortu Örkelljunga w latach 1960–2015:

## Sport
W Örkelljunga ma swoją siedzibę klub siatkarski Örkelljunga VK, którego drużyna męska występuje w szwedzkiej pierwszej lidze siatkówki (Elitserien).